# Maison-musée Alexis-Tolstoï
La maison-musée Alexis-Tolstoï (музей-усадьба Алексея Николаевича Толстого]) est un musée littéraire situé à Samara en Russie. Il est consacré à l'écrivain Alexis Tolstoï (1882-1945). Il se trouve au no 155 de la rue Frounzé.

## Histoire

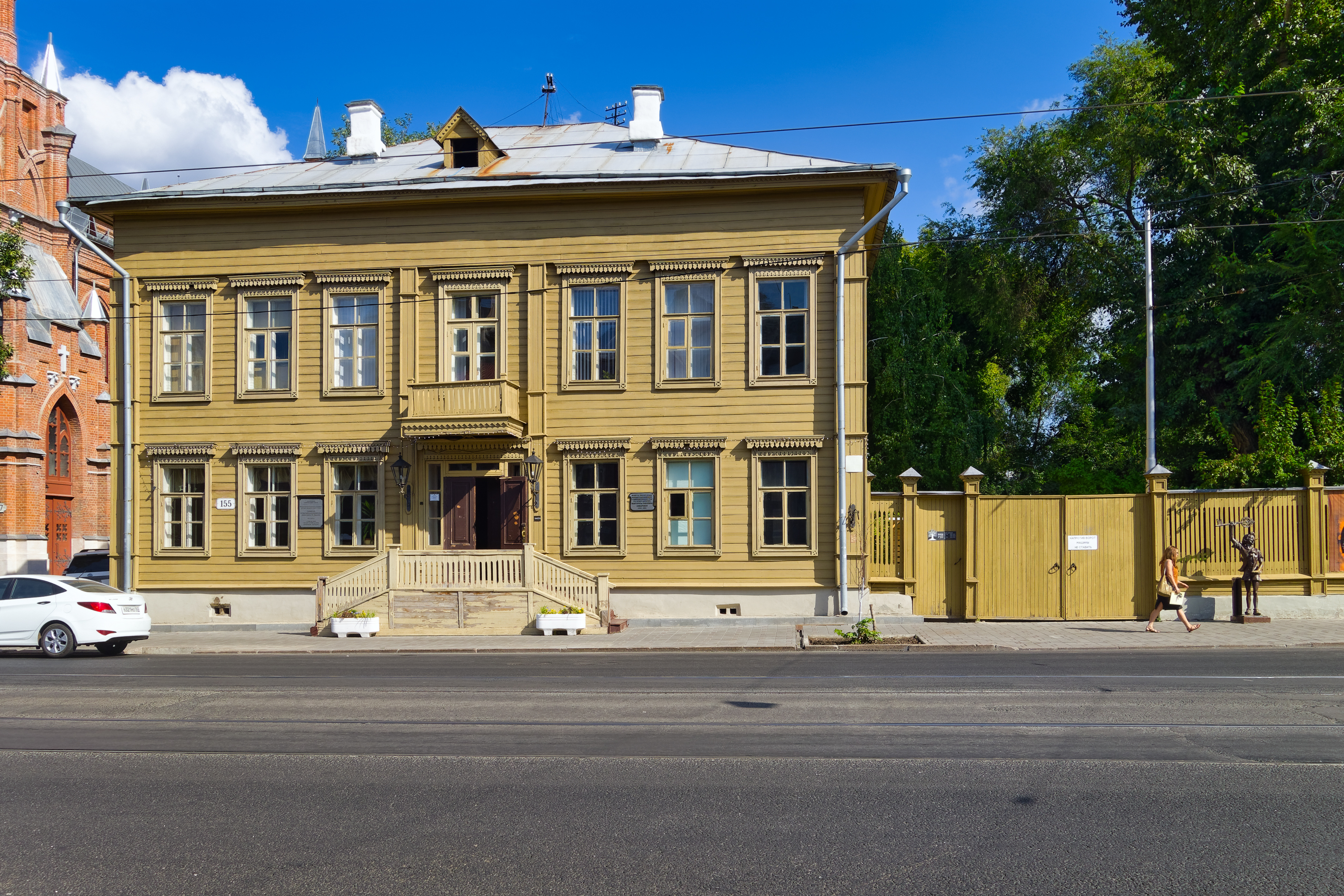
Façade.

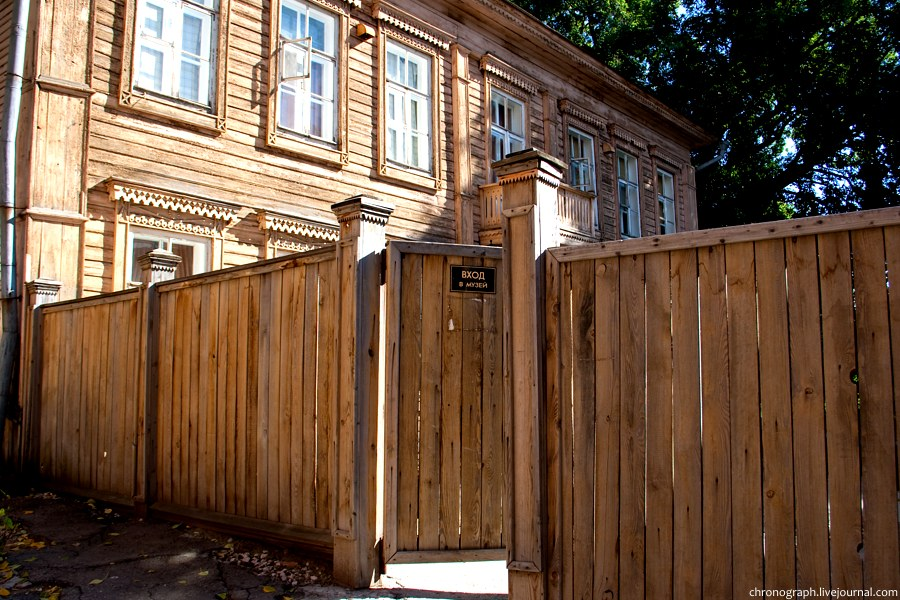
Entrée du musée.

Cette maison de maître en bois est construite en 1881-1882 juste à côté de l'église catholique de Samara pour le capitaine d'état-major à la retraite A.I. Werner et devient en 1899 la propriété d'Alexis Apollonovitch Bostrom, beau-père d'Alexis Tolstoï. Ce dernier y demeure pendant ses études à l'école secondaire moderne de Samara. Après être entré à l'institut de technologie de Saint-Pétersbourg, Alexis Tolstoï y vient pour les vacances d'été. Le jeune auteur y compose nombre de poèmes et de récits et la nouvelle La Vie.
La maison appartient à Bostrom jusqu'en 1918, lorsqu'il en est exproprié en 1918 par les autorités bolchéviques. Elle est nationalisée et partagée en appartements communautaires.

## Description

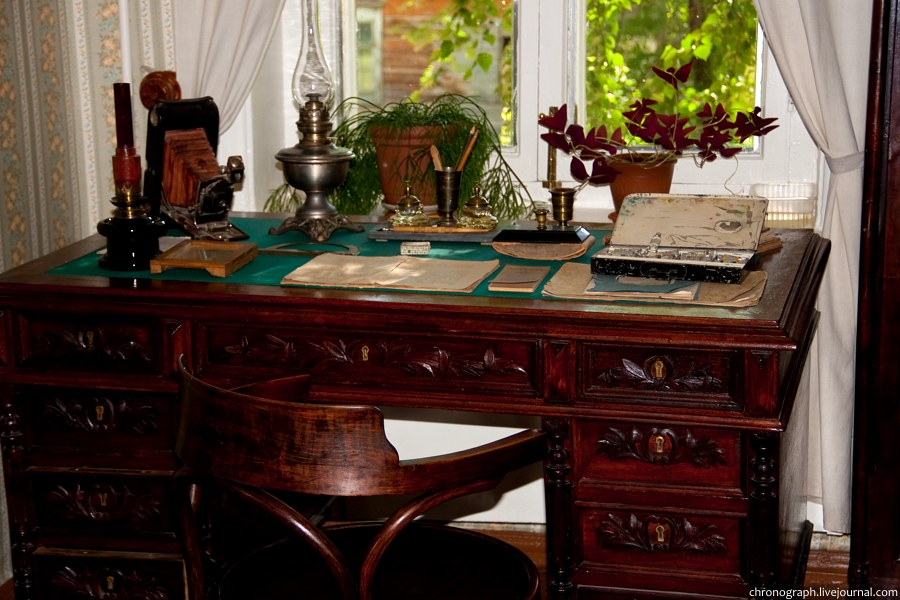
Le bureau.

La propriété comprenait deux maisons à un étage de même disposition, une dépendance en pierre et des communs. À l'avant de la maison de maître, il y avait des appartements de cinq pièces - deux à chaque étage, tandis qu'à l'arrière (dans l'annexe) se trouvaient les quartiers des domestiques, les garde-manger, les cuisines. La famille Bostrom occupait l'appartement du premier étage du côté droit. Les autres appartements étaient donnés en location. Au rez-de-chaussée de l'annexe, se trouvaient la chambre du concierge et une cuisine et au sous-sol, la buanderie.
Le terrain arrière était occupé en partie par deux petits jardinets avec deux gloriettes : une pour les grandes personnes et une pour les enfants avec une aire de jeu. La propriété a conservé ses dimensions d'origine. Des petits bâtiments ont été construits dans la cour.

## Musée

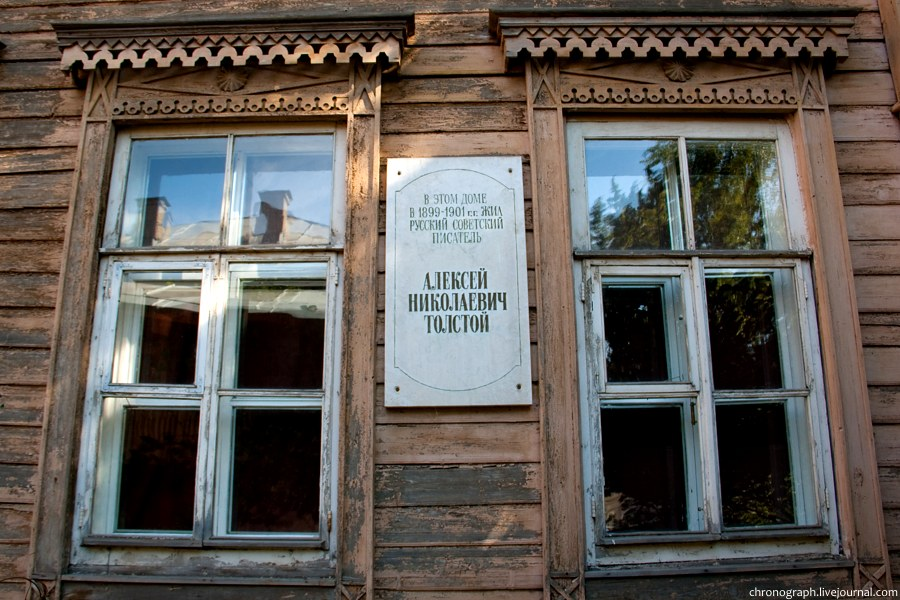
Plaque mémorielle.

Le fonds du musée est constitué des archives d'Alexis Tolstoï et de sa mère, Alexandra Léontievna Bostrom: des livres, des journaux intimes, des photographies, des livres et des objets personnels. Le musée conserve plus de dix mille documents et matériaux en lien avec la vie de l'écrivain Alexis Tolstoï. L'appartement-mémorial occupe une place centrale ; c'est ici que vivaient le futur auteur adolescent et jeune homme, sa mère et son beau-père. L'ambiance chaleureuse des salles plonge le visiteur dans l'atmosphère d'une ville de province russe au tournant des XIXe et XXe siècles.